# 前752年
| 千纪： | 前1千纪 |
| 世纪： | 前9世纪 \| 前8世纪 \| 前7世纪 |
| 年代： | 前780年代 \| 前770年代 \| 前760年代 \| 前750年代 \| 前740年代 \| 前730年代 \| 前720年代 |
| 年份： | 前757年 \| 前756年 \| 前755年 \| 前754年 \| 前753年 \| 前752年 \| 前751年 \| 前750年 \| 前749年 \| 前748年 \| 前747年                                                                                        |
| 纪年： | 己丑年（牛年）；周平王十九年；周攜王十九年；魯惠公十七年；齊莊公四十三年；晉文侯二十九年；秦文公十四年；楚霄敖六年；宋武公十四年；衛莊公六年；陳文公三年；蔡戴侯八年；曹桓公五年；鄭武公十九年；燕鄭侯十三年 |